# 波季利齊 (桑博爾區)
49°34′41″N 23°34′51″E / 49.57806°N 23.58083°E
波季利齊（烏克蘭語：Подільці），是烏克蘭西部的村莊，隸屬利維夫州的桑比爾區。該村始建於1600年，面積5.38平方公里，海拔高度261米，2023年人口162，人口密度每平方公里53.16人。